# Endrosis
Endrosis is een geslacht van vlinders uit de familie van de sikkelmotten (Oecophoridae) en de onderfamilie Oecophorinae.

## Soorten
- Endrosis braziliensis Moore, 1882
- Endrosis psammodora Meyrick, 1921
- Endrosis sarcitrella (Linnaeus, 1758) - witkopmot